# Аппалачія (Вірджинія)
Аппалачія (англ. Appalachia) — місто (англ. town) в США, в окрузі Вайз штату Вірджинія. Населення — 1432 особи (2020).

## Географія
Аппалачія розташована за координатами 36°54′46″ пн. ш. 82°47′42″ зх. д. / 36.91278° пн. ш. 82.79500° зх. д. (36.912711, -82.795044).  За даними Бюро перепису населення США в 2010 році місто мало площу 5,81 км², з яких 5,75 км² — суходіл та 0,06 км² — водойми.

## Демографія
Згідно з переписом 2010 року, у місті мешкали 1754 особи в 742 домогосподарствах у складі 482 родин. Густота населення становила 302 особи/км².  Було 879 помешкань (151/км²).
Расовий склад населення:
| - 95,5 % — білих - 3,0 % — чорних або афроамериканців - 0,2 % — корінних американців - 0,1 % — азіатів |

До двох чи більше рас належало 1,1 %. Частка іспаномовних становила 0,6 % від усіх жителів.
За віковим діапазоном населення розподілялося таким чином: 26,6 % — особи молодші 18 років, 59,5 % — особи у віці 18—64 років, 13,9 % — особи у віці 65 років та старші. Медіана віку мешканця становила 36,3 року. На 100 осіб жіночої статі у місті припадало 93,6 чоловіків;  на 100 жінок у віці від 18 років та старших — 86,3 чоловіків також старших 18 років.
Середній дохід на одне домашнє господарство  становив 38 482 долари США (медіана — 32 932), а середній дохід на одну сім'ю — 43 173 долари (медіана — 37 563). Медіана доходів становила 34 808 доларів для чоловіків та 35 833 долари для жінок. За межею бідності перебувало 36,9 % осіб, у тому числі 55,6 % дітей у віці до 18 років та 5,4 % осіб у віці 65 років та старших.
Цивільне працевлаштоване населення становило 455 осіб. Основні галузі зайнятості: освіта, охорона здоров'я та соціальна допомога — 30,8 %, науковці, спеціалісти, менеджери — 14,7 %, роздрібна торгівля — 10,5 %, будівництво — 9,9 %.